# Hanche
Pour l’article homonyme, voir Hanches (commune française).
Pour l’article ayant un titre homophone, voir Anche.
 (août 2023).
La hanche est la partie du corps située à la jonction entre le membre inférieur au niveau de la cuisse et le tronc au niveau du bassin.

## Description
La hanche est centrée sur l'articulation coxale entre l'os coxal et le fémur.
Ses limites sont :
- en haut et en arrière la crête iliaque,
- en haut et en avant l'aine,
- en bas et en arrière le sillon glutéal,
- en bas et en avant la ligne passant par les extrémités latérales des sillons glutéaux.

Du point de vue anatomique, on parle de région coxale.
Le terme hanche est quelquefois employé pour désigner l'articulation de la hanche ou articulation coxale.

## Anatomie populaire
Pour l'anatomie populaire (dans le langage courant et non-scientifique), la hanche est généralement un attribut féminin. Le mot n'est alors plus appliqué à une articulation osseuse mais à la configuration musculaire et surtout adipeuse du haut de la cuisse (localisations graisseuses péri-trochanteriennes).
Les hanches sont associées à la fertilité et à la sexualité[réf. nécessaire]. La croyance populaire associe les hanches larges à un bassin large, qui faciliterait l'accouchement d'un nouveau-né. Les hanches sont en tout cas associées à la maturité sexuelle, puisqu'elles n'existent que chez la femme adulte, et sont perçues comme un atout sexuel[réf. nécessaire]. Dans de nombreuses peintures ou sculptures classiques, on peut observer des femmes avec des hanches amplifiées (Vénus callipyge, Grande Odalisque).